# エニト・ブリギッタ

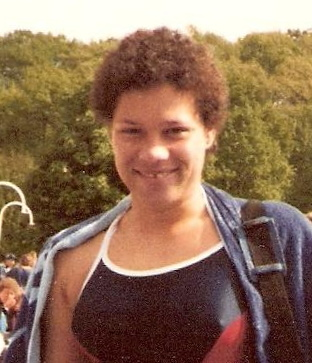
1980年代初頭

エニト・マリア・ブリギッタ（Enith Sijtje Maria Brigitha, 1955年4月15日 - ）は、オランダ領アンティル・キュラソー島ウィレムスタット出身の元女子競泳選手。1976年モントリオールオリンピックの100mと200mの自由形銅メダリスト。オリンピック競泳競技でメダルを獲得した史上初の黒人選手である。オリンピック・世界選手権・ヨーロッパ選手権を通じて11個の個人種目メダルを獲得、自由形・背泳ぎ・バタフライ・個人メドレーで21個のオランダタイトルを獲得したほか、オランダ記録を97回、短水路の世界記録を5回樹立した。

## 経歴
生まれ育ったキュラソー島で水泳を学び、その後離婚した母親、兄弟と共に1970年にオランダに移住した。
1972年、ミュンヘンで開催されたオリンピックに17歳で出場を果たし、メダルは獲得できなかったものの100m自由形、100mと200mの背泳ぎ、リレー2種目の計5種目で決勝を泳ぎ注目された。
1973年、ベオグラードで開催された世界選手権では100m自由形で銅メダル、200m背泳ぎで銀メダルと2つの世界大会メダルを獲得した。最終的にこの銀メダルがオリンピックと世界選手権を通じてブリギッタの世界大会最高成績となった。
1976年、モントリオールで開催されたオリンピックに出場すると、100m自由形決勝では当時の世界新記録となる55秒65で東ドイツのコルネリア・エンダーが優勝し、2位にも東ドイツのペトラ・プリーマーが56秒49で続く中、ブリギッタは56秒65で3位に入り、自身初のオリンピックメダルとなる銅メダルを獲得した。これはオリンピックの競泳競技で黒人が獲得した史上初のメダルという快挙だった。200m自由形でもコルネリア・エンダーが当時の世界新記録となる1分59秒26で優勝し、アメリカのシャーリー・ババショフが2分01秒22で2位に入った中、ブリギッタは2分01秒40で3位に入り銅メダルを獲得した。なお、その後ベルリンの壁が崩壊し、東ドイツの国家ぐるみでのドーピングが発覚した。東ドイツ選手のメダルをはく奪して再分配を求める声も上がっており、もしも実現すればブリギッタは黒人初のオリンピック競泳競技メダリストと同時に黒人初のオリンピック競泳競技金メダリストになるが、現在もメダルははく奪されず結果はそのままとなっている。
現役引退後は結婚して3人の娘を産み、再びキュラソー島に戻った後はスイミングスクールを開いて島の子供たちに水泳を教えた。やがて娘たちが大学進学を控える頃になると再びオランダに移り住んだ。
2022年、ブリギッタが20年間暮らしたアルメレに銅像が建てられた。

## アワード・殿堂
- 1973年と1974年、オランダ年間最優秀スポーツウーマン受賞[9]。
- 2015年、国際水泳殿堂入り[1]。
- 2017年、ブラック・アチーブメント・アワード (nl:Black Achievement Award) 受賞[9]。

## 主要国際大会の成績
世界水泳連盟のウェブサイト参照
| 年           | 大会             | 場所             | 種目                 | 結果         | 記録         | 泳順         | 備考         |
| オランダ代表 | オランダ代表     | オランダ代表     | オランダ代表         | オランダ代表 | オランダ代表 | オランダ代表 | オランダ代表 |
| ------------ | ---------------- | ---------------- | -------------------- | ------------ | ------------ | ------------ | ------------ |
| 1972         | オリンピック     | ミュンヘン       | 100m自由形           | 8位          | 1分00秒09    |              |              |
| 1972         | オリンピック     | ミュンヘン       | 100m背泳ぎ           | 6位          | 1分06秒82    |              |              |
| 1972         | オリンピック     | ミュンヘン       | 200m背泳ぎ           | 6位          | 2分23秒70    |              |              |
| 1972         | オリンピック     | ミュンヘン       | 4x100mフリーリレー   | 5位          | 4分01秒49    | 1泳          |              |
| 1972         | オリンピック     | ミュンヘン       | 4x100mメドレーリレー | 5位          | 4分29秒99    | 1泳          |              |
| 1973         | 世界選手権       | ベオグラード     | 100m自由形           | 銅メダル     | 58秒87       |              |              |
| 1973         | 世界選手権       | ベオグラード     | 100m背泳ぎ           | 5位          | 1分06秒55    |              |              |
| 1973         | 世界選手権       | ベオグラード     | 200m背泳ぎ           | 銀メダル     | 2分22秒15    |              |              |
| 1973         | 世界選手権       | ベオグラード     | 4x100mフリーリレー   | 6位          | 4分02秒16    | 1泳          |              |
| 1973         | 世界選手権       | ベオグラード     | 4x100mメドレーリレー | 4位          | 4分28秒86    | 1泳          |              |
| 1974         | ヨーロッパ選手権 | ウィーン         | 100m自由形           | 銅メダル     | 58秒10       |              |              |
| 1974         | ヨーロッパ選手権 | ウィーン         | 200m自由形           | 銀メダル     | 2分03秒73    |              |              |
| 1974         | ヨーロッパ選手権 | ウィーン         | 100m背泳ぎ           | 銅メダル     | 1分05秒94    |              |              |
| 1974         | ヨーロッパ選手権 | ウィーン         | 200m背泳ぎ           | 銅メダル     | 2分21秒33    |              |              |
| 1974         | ヨーロッパ選手権 | ウィーン         | 4x100mフリーリレー   | 銀メダル     | 3分57秒08    | 4泳          |              |
| 1974         | ヨーロッパ選手権 | ウィーン         | 4x100mメドレーリレー | 4位          | 4分30秒08    | 4泳          |              |
| 1975         | 世界選手権       | カリ             | 100m自由形           | 銅メダル     | 58秒20       |              |              |
| 1975         | 世界選手権       | カリ             | 200m自由形           | 銅メダル     | 2分03秒92    |              |              |
| 1975         | 世界選手権       | カリ             | 4x100mフリーリレー   | 4位          | 3分56秒76    | 4泳          |              |
| 1975         | 世界選手権       | カリ             | 4x100mメドレーリレー | 銅メダル     | 4分21秒45    | 4泳          |              |
| 1976         | オリンピック     | モントリオール   | 100m自由形           | 銅メダル     | 56秒65       |              |              |
| 1976         | オリンピック     | モントリオール   | 200m自由形           | 銅メダル     | 2分01秒40    |              |              |
| 1976         | オリンピック     | モントリオール   | 100m背泳ぎ           | 準決勝7位    | 1分05秒21    |              |              |
| 1976         | オリンピック     | モントリオール   | 4x100mフリーリレー   | 4位          | 3分51秒67    | 4泳          |              |
| 1976         | オリンピック     | モントリオール   | 4x100mメドレーリレー | 5位          | 4分19秒93    | 4泳          |              |
| 1977         | ヨーロッパ選手権 | ヨンショーピング | 100m自由形           | 銀メダル     | 57秒09       |              |              |
| 1977         | ヨーロッパ選手権 | ヨンショーピング | 200m自由形           | 4位          | 2分02秒02    |              |              |
| 1977         | ヨーロッパ選手権 | ヨンショーピング | 400m自由形           | 4位          | 4分15秒06    |              |              |
| 1977         | ヨーロッパ選手権 | ヨンショーピング | 4x100mフリーリレー   | 銀メダル     | 3分52秒95    | 4泳          |              |
| 1977         | ヨーロッパ選手権 | ヨンショーピング | 4x100mメドレーリレー | 5位          | 4分21秒50    | 4泳          |              |
| 1978         | 世界選手権       | 西ベルリン       | 100m自由形           | 5位          | 57秒17       |              |              |
| 1978         | 世界選手権       | 西ベルリン       | 200m自由形           | 5位          | 2分01秒99    |              |              |
| 1978         | 世界選手権       | 西ベルリン       | 400m自由形           | 8位          | 4分18秒60    |              |              |
| 1978         | 世界選手権       | 西ベルリン       | 100mバタフライ       | 8位          | 1分02秒78    |              |              |
| 1978         | 世界選手権       | 西ベルリン       | 4x100mフリーリレー   | 4位          | 3分50秒88    | 4泳          |              |
| 1978         | 世界選手権       | 西ベルリン       | 4x100mメドレーリレー | 5位          | 4分16秒44    | 4泳          |              |

## 自己ベスト
世界水泳連盟のウェブサイト参照
| 種目           | 記録      | 日付          | 大会             | 備考   |
| 長水路         | 長水路    | 長水路        | 長水路           | 長水路 |
| -------------- | --------- | ------------- | ---------------- | ------ |
| 50m自由形      | 28秒72    | 1972年8月29日 | オリンピック     |        |
| 100m自由形     | 56秒61    | 1976年7月18日 | オリンピック     |        |
| 200m自由形     | 2分01秒15 | 1978年8月22日 | 世界選手権       |        |
| 400m自由形     | 4分15秒06 | 1977年8月17日 | ヨーロッパ選手権 |        |
| 50m背泳ぎ      | 31秒42    | 1972年9月2日  | オリンピック     |        |
| 100m背泳ぎ     | 1分04秒98 | 1976年7月22日 | オリンピック     |        |
| 200m背泳ぎ     | 2分21秒33 | 1974年8月18日 | ヨーロッパ選手権 |        |
| 100mバタフライ | 1分02秒78 | 1978年8月23日 | 世界選手権       |        |